# Państwowe Gospodarstwo Leśne
Państwowe Gospodarstwo Leśne – jednostka organizacyjna Ministerstwa Leśnictwa istniejąca w latach 1949–1991, powołana w celu utrzymania trwałości i ciągłości użytkowania dla zaspokojenia obecnych i przyszłych potrzeb gospodarki narodowej w zakresie produkcji drzewnej i niedrzewnej.
Minister Leśnictwa sprawował zwierzchnie kierownictwo, nadzór i kontrolę nad Państwowym Gospodarstwem Leśnym.

## Dekret z 1944 r. o przejęciu lasów
Na podstawie dekretu PKWN z 1944 roku o przejęciu niektórych lasów na własność Skarbu Państwa lasy i grunty leśne o obszarze ponad 25 ha, stanowiące własność lub współwłasność osób fizycznych i prawnych przeszły na własność Skarbu Państwa.
Wraz z lasami i gruntami leśnymi przeszły na własność Skarbu Państwa:
- wszelkie śródleśne grunty, łąki i wody,
- grunty deputatowe administracji i straży leśnej,
- wszelkie nieruchomości i ruchomości położone na terenie obiektu leśnego, przechodzącego na własność Skarbu Państwa, niezależnie od swego przeznaczenia,
- wszelkie nieruchomości i ruchomości, służące do prowadzenia gospodarstwa leśnego (zabudowania, urządzenia techniczne, transportowe, komunikacyjne) niezależnie od swego położenia,
- wszelkie zapasy materiałowe (remanenty) zarówno w lesie, jak i zakładach przemysłowych, przechodzących na własność Skarbu Państwa. Administrację obiektów przejętych na własność Skarbu Państwa sprawował Minister Rolnictwa i Reform Rolnych za pośrednictwem administracji Lasów Państwowych.

Na podstawie ustawy z 1948 r. o przejściu na własność Państwa niektórych lasów i innych gruntów samorządowych przejęto lasy i grunty leśne należące do samorządów.
Na podstawie dekretu z 1947 r. ustanowiono urząd Ministra Leśnictwa.

## Powołanie Państwowego Gospodarstwa Leśnego
Na podstawie ustawy z 1949 r. o państwowym gospodarstwie leśnym ustanowiono Państwowe Gospodarstwo Leśne. Ustawa z 1949 r. zniosła przepisy dekretu z 1936 r. o państwowym gospodarstwie leśnym oraz ustawy z 1937 r. o państwowym gospodarstwie leśnym.

## Zakres działania gospodarstwa
Państwowe Gospodarstwo Leśne obejmowało całokształt gospodarki w zakresie:
- hodowli, ochrony i urządzenia lasu,
- ścinki i wyrobu podstawowych asortymentów surowca drzewnego,
- wywozu drewna z lasów do składów przy kolejach, drogach wodnych i kołowych, jak również do położonych przy lasach, obróbki drewna,
- pozyskiwania nasion, żywicowania oraz pozyskiwania kory garbarskiej i karpiny,
- prowadzenia gospodarki łowieckiej, rybackiej, rolnej i torfowej,
- pozyskiwania wszelkich innych użytków gospodarki niedrzewnej,
- melioracji gruntów leśnych i nieleśnych, budowy dróg leśnych, zabudowy potoków górskich, budowy i utrzymania budynków i budowli, związanych z gospodarstwem leśnym.

## Pojęcie lasu według ustawy
Za lasy w rozumieniu przepisów ustawy uważano grunty leśne wraz z drzewostanem.
Z kolei za grunty leśne uważano grunty:
- które w chwili wejścia w życie ustawy znajdowały się pod uprawą leśną,
- które znajdowały się pod uprawą leśną, a na których nie zostały dokonane trwałe zmiany uprawy leśnej na inny rodzaj użytkowania,
- które zostały przeznaczone pod uprawę leśną.

## Ochrona lasów
Obowiązywało zachowane wszystkich gruntów leśnych o zwartej powierzchni co najmniej 0,1 ha i trwałe utrzymane ich pod uprawą leśną.
Zmiana uprawy leśnej na inny rodzaj użytkowania dokonywano jedynie w przypadkach, gdy zmiana taka:
- wynikała z gospodarczych lub administracyjnych potrzeb państwowego gospodarstwa leśnego,
- uzasadniona była interesem publicznym,
- uzasadniona była interesem obrony lub bezpieczeństwa Państwa,
- przewidziana była w prawomocnych miejscowych planach zagospodarowania przestrzennego albo niezbędne była dla realizacji narodowych planów gospodarczych.

## Sposoby gospodarowania w lasach
Gospodarka w lasach państwowych oparta była na wytycznych narodowych planów gospodarczych i dążyła do urzeczywistnienia następujących zadań:
- utrzymanie trwałości i ciągłości użytkowania dla zaspokojenia obecnych i przyszłych potrzeb gospodarki narodowej w zakresie produkcji drzewnej i niedrzewnej,
- zwiększenie naturalnej produkcyjności lasu,
- zapewnienie korzystnego wpływu lasu na klimat kraju, gospodarkę wodną oraz na zdrowie i kulturę ludności.

Gospodarka w lasach państwowych oparta było na planach urządzenia gospodarstwa leśnego, sporządzonych oddzielnie dla każdej jednostki gospodarczej.

## Wyłączanie obszarów leśnych z gospodarstwa
Poszczególne obszary wyłączono z gospodarstwa i przekazywano pod zarząd innych ministrów, z przeznaczeniem na:
- terenowe cele wojskowe, jeżeli osiągnięcie tych celów wymagało objęcia zarządu tymi obszarami przez władze wojskowe,
- potrzeby doświadczalne i dydaktyczne wyższych szkół leśnych,
- potrzeby związane z ochroną granicy Państwa i wybrzeża morskiego,
- potrzeby uzdrowisk posiadających charakter użyteczności publicznej oraz zakładów społecznych służby zdrowia, społeczno-opiekuńczych, jak również stałych urządzeń wypoczynkowych i sportowych,
- potrzeby rozwojowe osiedli oraz przemysłu, górnictwa i handlu,
- tereny ochronne obszarów wodnych (źródła, tereny wodonośne), służących dla celów zaopatrzenia wodociągów w wodę.

## Gospodarka finansowa gospodarstwa
Gospodarka finansowa przedsiębiorstw gospodarstwa prowadzona była zgodnie z zasadami obowiązującego systemu finansowego na podstawie planów finansowych, zatwierdzonych przez Przewodniczącego Państwowej Komisji Planowania Gospodarczego w porozumieniu z Ministrami:Leśnictwa oraz Ministrem Skarbu. Szczegółowe zasady rachunkowości ustalał Minister Leśnictwa w porozumieniu z Przewodniczącym Państwowej Komisji Planowania Gospodarczego, Ministrem Skarbu i Prezesem Najwyższej Izby Kontroli.

## Powierzchnia lasów
Według danych Rocznika Statystycznego z 1961 r., 1981 i 1997 ogólna powierzchnia lasów przestawiała się następująco (w tys. ha):
| Lata | Ogółem  | Lasy państwowe | Lasy niepaństwowe | Zalesienie w % |
| 1946 | 6462,7  | 5 727,8        | 741,9             | 20,8           |
| 1949 | 6762,9  | 5 794,6        | 741,9             | 21,7           |
| 1950 | 6 914,9 | 5 888,3        | 1 026,6           | 22,2           |
| 1952 | 7 164,1 | 6 022,8        | 1 141,3           | 22,8           |
| 1955 | 7 402,5 | 6 180,9        | 1 221,6           | 22,9           |
| 1960 | 7 684,0 | 6 331,3        | 1 352,7           | 24,1           |
| 1970 | 8 431,6 | 6 800,7        | 1 630,9           | 26,6           |
| 1975 | 8 550,8 | 6 917,9        | 1 632,9           | 27,0           |
| 1980 | 8 622,0 | 7 067,0        | 1 555,0           | 27,3           |
| 1985 | 8 654,0 | 7 118,0        | 1 536,0           | 27,4           |
| 1990 | 8 694,0 | 7 174,0        | 1 475,0           | 27,6           |

## Zniesienie gospodarstwa
Na podstawie ustawy z 1991 r. o lasach zniesiono Państwowe Gospodarstwo Leśne.